# Karimabad

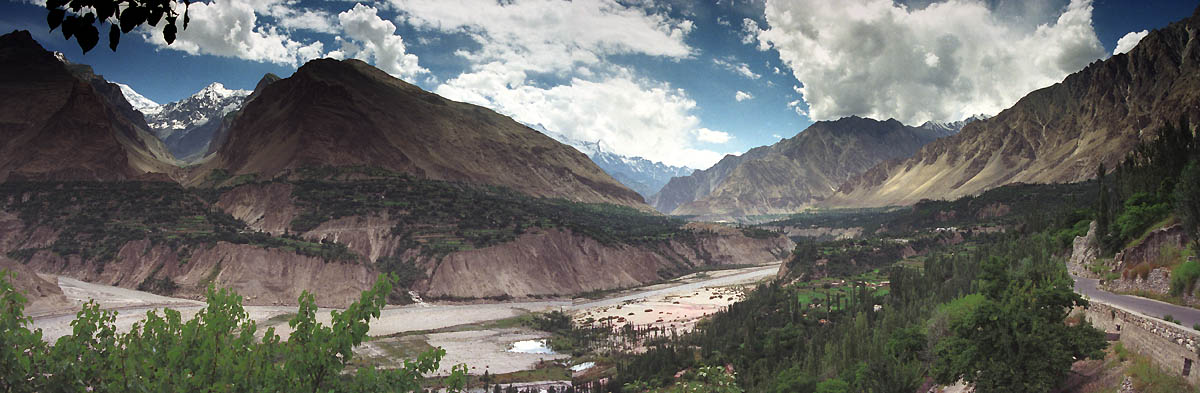
Valle de Hunza desde la ciudad de Karimabad, Gilgit-Baltistán, Pakistán.

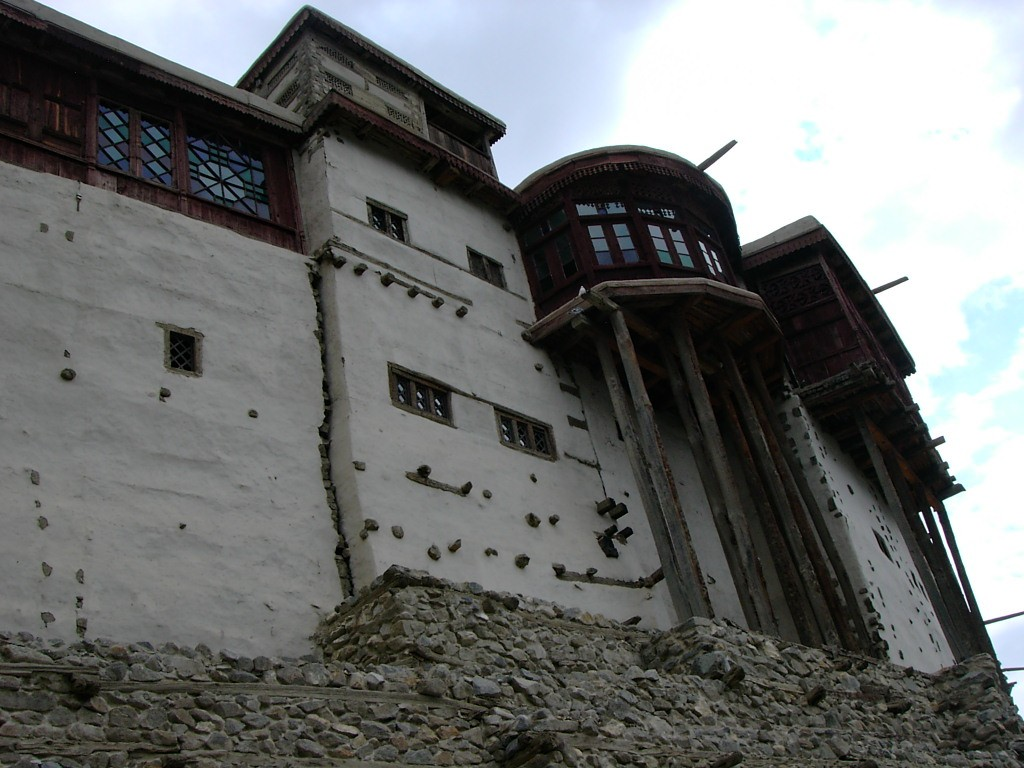
Fuerte Baltit en Karimabad, valle de Hunza.

Karimabad es la capital de Hunza en el Gilgit-Baltistán de Pakistán.
Karimabad es conocida también por Baltit. El nombre proviene del Príncipe Karim Aga Khan que fue cabeza espiritual de un grupo seguidor del Ismailismo denominado nizaríes.
Baltit es también uno de los lugares más bellos de Pakistán y conocido enclave turístico frecuentado sobre todo durante el verano. Cuenta con vistas espectaculares de las montañas que lo rodean, en especial del Rakaposhi (7.788 m s. n. m.).
El 30 de enero de 2004 el «Fuerte Baltit» fue inscrito en la Lista Indicativa de Pakistán —paso previo a ser declarado Patrimonio de la Humanidad—, en la categoría de bien cultural (n.º ref 1882).